# Norman Slater
Norman Slater   (San Francisco, 23 de gener de 1894 - 1 de març de 1979) va ser un jugador de rugbi a 15 estatunidenc que va competir durant la dècada de 1920. Era germà del també jugador de rugbi Colby Slater.
El 1924 va ser seleccionat per jugar amb la selecció dels Estats Units de rugbi a 15 que va prendre part en els Jocs Olímpics de París, on guanyà la medalla d'or.